# Нападение на синагогу в Лионе (2002)
В субботу 30 марта 2002 г. во Франции, в районе Ла Дюшер в Лионе, группа лиц в масках выбила ворота двора синагоги двумя автомобилями, один из которых подъехал к молитвенной комнате. Затем преступники подожгли оба автомобиля, причинив зданию значительный ущерб.

## События
Нападение произошло в час ночи, когда здание пустовало. По словам очевидцев, нападавшие были подростками в масках или капюшонах, закрывавших лица.
Это нападение стало первым в серии из 5 нападений на синагоги во Франции, происшедших в течение одной недели. Это была неделя еврейского праздника Песах (под влиянием которого возникла христианская Пасха). Другими целями нападений стали синагога Ор-Авив в Марселе, синагога в Страсбурге, где пожар повредил двери и фасад здания, и синагога в Ле-Кремлен-Бисетр, пригороде Парижа.
Один из нападавших был арестован и приговорен к двум годам лишения свободы.

## Реакция
Французская еврейская община расценила нападения как акты «терроризма». Морис Овадия, президент еврейской общины Ла Дюшер, сказал: «Никто не должен пытаться заставить нас поверить, что это действия трудных подростков, потому что это действия террористов». Ален Якубович, лидер еврейской общины Лиона, охарактеризовал нападение с применением автомобилей и поджогом синагоги как «акт войны».
Камель Кабтане, имам мечети в Лионе, сказал еврейской аудитории: «Мусульманская община и все люди, которые пришли со мной сегодня, хотят выразить солидарность с вами, и они осуждают вместе с вами и так же громко, как и вы, эти теракты, направленные на свободу вероисповедания».
Премьер-министр Лионель Жоспен назвал нападение «организованным и преднамеренным»; он заявил, что «возмущён» этим и призвал к «уважению религий».
Президент Жак Ширак назвал нападение «невыразимым» и «недопустимым».
Мишель Мирайе, поверенный в делах посольства Франции в Израиле, заявил, что власти принимают строгие меры для обеспечения безопасности французских евреев.